# Honda Manufacturing of Alabama
Die Honda Manufacturing of Alabama, LLC, abgekürzt auch oft als HMA bezeichnet, ist ein Automobil- und Motorenhersteller des Honda-Konzerns mit Unternehmenssitz in Lincoln, Alabama, Vereinigte Staaten. Das Unternehmen wurde im Laufe des Jahres 1999 gegründet und nahm am 14. November 2001 seine Arbeit auf.
Das Firmengelände beinhaltet eine Gesamtfläche von 3,5 Millionen Quadratfuß, wovon 1.350 Hektar überdacht sind. Für den Bau des Werkes, in welchem heute über 4.000 Arbeitnehmer tätig sind, investierte Honda eine Summe von 1,4 Milliarden US-Dollar. Hergestellt werden jährlich rund 300.000 Fahrzeuge der Modelle Honda Odyssey, Honda Pilot und Honda Ridgeline. Des Weiteren werden hier V6-Motoren der J-Serie aus der i-VTEC-Familie produziert, die unter anderem auch im Honda Accord verbaut werden, der hier im Werk montiert wird.
Für die Verringerung des Energieverbrauchs nach einem Umbau wurde das Werk von der Environmental Protection Agency mit dem Energy Star Award ausgezeichnet. Im Jahr 2012 soll der Accord durch eine neue Generation des Acura MDX ersetzt werden. Auch dieser soll hier lediglich montiert werden.

## Modellübersicht
Innerhalb der Fahrzeug-Identifikationsnummer benutzt das Unternehmen den Welt-Herstellercode 5FN für die Sport Utility Vehicles, 5FP für die Pick-ups und 5FR für die Minivans. Als Werkscode ist der Buchstabe B für Lincoln vergeben.